# 北ローデシア

北ローデシア
Northern Rhodesia (英語)

国歌: God Save the King（英語）
国王陛下万歳（1911年 - 1952年）

God Save the Queen（英語）
女王陛下万歳（1952年 - 1964年）

北ローデシアの位置

北ローデシア（きたローデシア）は、アフリカ南部に位置した旧イギリス保護領である。1964年10月24日にイギリス連邦内ザンビア共和国として独立した。
独立した日は東京オリンピックの閉会式当日であり、閉会式にはザンビアの新国旗が披露された。